# Patrick Herrmann (Fußballspieler, 1988)
Patrick Herrmann (* 16. März 1988 in Berlin) ist ein ehemaliger deutscher Fußballspieler und jetziger Fußballtrainer, der zuletzt bei der SpVg Eidertal Molfsee als Cheftrainer unter Vertrag stand.

## Karriere
Der Abwehrspieler begann seine Karriere im Herrenfußball bei der zweiten Mannschaft von Hannover 96. In der Saison 2008/09 kam er aber auch in der Bundesliga für seinen Verein zu insgesamt drei Einsätzen. Ebenfalls kam er zu einem Einsatz im DFB-Pokal. In der Sommerpause 2009 wechselte Herrmann zum Drittligisten VfL Osnabrück, wo er einen Vertrag bis 2011 unterschrieb. Dort kam er zu zehn Einsätzen in der 3. Liga und zu zwei Einsätzen im DFB-Pokal, wurde aber nach dem Aufstieg der Osnabrücker aus dem Kader der ersten Mannschaft gestrichen und spielte seitdem nur noch für die zweite Mannschaft in der Oberliga Niedersachsen.
Zu Beginn der Saison 2011/12 unterschrieb er einen Zwei-Jahres-Vertrag bei Holstein Kiel, der zuletzt bis 2019 verlängert wurde. In Kiel setzte er sich auf Anhieb als Stammspieler durch. Mit den „Störchen“ stieg Herrmann 2017 direkt in die 2. Bundesliga auf.
Am 29. Januar 2019 wechselte Herrmann zum SV Darmstadt 98, bei dem er einen Vertrag mit einer Laufzeit bis zum 30. Juni 2020 unterschrieb. Sein Debüt für die Lilien gab er beim 2:1-Heimsieg am 29. Januar 2019, als er in der 84. Spielminute für Tim Rieder eingewechselt wurde. In seiner ersten halben Saison für die Südhessen kam er auf 13 Einsätze. In seiner zweiten Saison stand er in 28 Spielen auf dem Platz. Am 7. Mai 2020 wurde sein auslaufender Vertrag bis Juni 2021 verlängert. In der Saison 2020/21 kam er auf 23 Zweitligaeinsätze und erreichte mit der Mannschaft Platz 7. Nach seinem Vertragsende verließ er den Verein.
Am 5. August 2021 wurde Herrmann vom Regionalligisten SC Weiche Flensburg 08 verpflichtet. Zwei Tage nach seiner Verpflichtung stand er gegen seinen ehemaligen Verein Holstein Kiel im DFB-Pokal in der Startelf. Nach 90. Minuten ohne Tor ging das Spiel in die Verlängerung und endete nach dieser mit einer 2:4-Heimniederlage für Flensburg. Dabei traf Herrmann als Rechtsverteidiger doppelt.